# La Cortigiana
La Cortigiana ist eine Komödie von Pietro Aretino in fünf Akten. Es existieren zwei Versionen: die erste, lange Zeit unveröffentlichte römische Version von 1525 und die zweite, venezianische Druckversion von 1534. Genaue Daten über die Entstehung und Aufführung der ersten Version sind nicht gesichert. Es wird jedoch vermutet, dass diese zwischen dem Februar und Juli 1525 entstanden ist und im selben Jahr während der Karnevalszeit aufgeführt werden sollte. Bei La Cortigiana  handelt es sich um eine Parodie des damals noch unveröffentlichten Libro del Cortegiano (1526) von Baldassare Castiglione, in dem das Leben am Hof idealisiert wird.

## Inhalt
Der folgende Inhalt bezieht sich auf die Version von 1525.

### Prolog
Es sprechen hier zwei Personen: der Komödiant, der für den Prolog zuständig ist, und der Komödiant, der die Handlung vortragen soll. Das Publikum wiederum scheint aus einem geschlossenen Kreis von Menschen zu bestehen, da jeder und jede einzelne der Anwesenden den Komödianten bekannt ist. Dass es sich beim Publikum vornehmlich um Hofmänner und Hofdamen handelt, lässt sich dadurch folgern, dass die durch die Komödianten geäußerte Kritik des Lebens am Hof zum Teil Formen einer Publikumsbeschimpfung annimmt, wobei die wirklich Mächtigen am Hofe verschont bleiben – im Gegenteil, die Komödianten schmeicheln ihnen geradezu. Rom, der Ort der Handlung sowie der Aufführung wird mit Babylon verglichen. Es wird der Name der Komödie vorgestellt. Wie in Ariosts La Cassaria (1508), Bibbienas La Calandria (1513) und Trissinos La Sophonisba (1515) wird der Prolog zum Teil der Questione delle lingua gewidmet. Der den Prolog sprechende Komödiant macht sich über die allgemein verbreitete sprachliche Ausrichtung nach Petrarca und dem Florentinischen lustig. Stattdessen geben die Komödianten ironisch vor, La Cortigiana orientiere sich sprachlich an einen gewissen Cinotto aus Bologna (wohl eine Art Narr am Hofe Leos X.). Als weiteres Vorbild wird der sagenhafte Komödiendichter Pasquino angegeben. Auch dieser Bezug ist ironisch zu verstehen, da in Wirklichkeit eine Statue in Rom als Pasquino bezeichnet wird, in der zu Zeiten Aretinos Spottverse über die Mächtigen der Stadt geheftet wurden.
In der Version der Komödianten wird Pasquino als eine Art Halbgott verklärt. Ihrer Meinung nach handelt es sich bei Pasquino der Sage nach um einen Sohn der Musen, einen unehelichen jedoch, da Apollo der rechtmäßige Gatte der Musen sei. Pasquino ist aber nicht Apollos Sohn, denn die sagenhafte Schönheit der Musen habe viele Männer auf den Parnass gelockt, die dann Apollo die Hörner aufgesetzt haben. Pasquino sei das Ergebnis einer dieser illegitimen Vereinigungen. Da Pasquino bei den Musen aufgewachsen sei und diese wiederum unterschiedlicher Herkunft seien, spreche dieser eine Vielzahl von Sprachen. Dass in Italien das Toskanische so beliebt ist, begründet der Komödiant des Prologs mit der scherzhaften Mär, dass die Laura, in die sich Petrarca in seinem Canzoniere verliebt habe, in Wirklichkeit eine Magd der toskanischen Muse Caliope sei, die wie ihre Herrin ein perfektes Toskanisch gesprochen habe. Während man sich in der Dichtung an Petrarca halten solle, sei es legitim, in der gesprochenen Sprache des Theaters den jeweiligen Dialekt zu gebrauchen. Abgesehen davon, seien Petrarcas Worte nur schwer zu verdauen. Um die Komödie für das Publikum verdaulicher zu machen, hat einer der beiden Komödianten dem Sprachklistier, als das die Komödie bezeichnet wird, Scheiße beigemischt.
Im letzten Abschnitt des Prologs erfolgt schließlich Einführung in die Handlung. Als der Sienese Maco einst schwer krank ans Bett gefesselt war und mit dem Tode rang, schwor sich dessen Vater, den Sohn zum Kardinal zu machen, wenn dieser je wieder genesen sollte. Maco überwindet schließlich die Krankheit und wird dementsprechend von seinem Vater nach Rom geschickt. In Rom begegnet Messer Maco einem gewissen Andrea, der Maco weismacht, er müsse, um Kardinal zu werden, Hofmann sein. Die außerordentliche Dummheit der Sienesen ist bereits in Ariosts Komödie I Suppositi (1509) ein Topos. Neben Maco wird eine weitere Figur, nämlich der Neapolitaner Parabolano eingeführt, der eher durch Glück denn durch Verdienst zum Hofmann geworden ist. Parabolano, der sich in Laura, die Frau eines anderen Hofmanns, verliebt hat, seine Liebe jedoch geheim hält, verrät sich im Schlaf, da zufällig einer seiner Diener zugegen ist, als er ihren Namen im Schlaf erwähnt. Dieser Diener nutzt die Situation, um seinen Herrn hinters Licht zu führen und macht diesem Glauben, Laura sei in ihn verliebt. Durch eine List des Dieners findet sich Parabolano schließlich nicht mit Laura, sondern mit einer ordinären Bäckerin zusammen. Das Ziel der Komödie ist u. a. das Leben am Hof realistisch wiederzugeben. In diesem Zusammenhang werden die Zuschauer darauf hingewiesen, dass sich La Cortigiana aufgrund ebendieses Realismus nicht immer an die Konventionen einer Komödie hält (wie sie in Aristoteles’ Poetik vorgeschrieben wird). Rom sei schließlich nicht Athen.

### Erster Akt
Als Maco mit seinem Diener Rom erreicht, ist er von der Pracht der Stadt überwältigt, zumal er fest daran geglaubt hatte, dass es keine schönere Stadt geben könne als Siena. Sie begegnen einem gewissen Andrea, dem Maco sein Vorhaben erzählt, Kardinal zu werden. Von Andrea erfährt Maco, dass er Hofmann werden müsse, um zum Kardinal aufzusteigen. Andrea fragt Maco und seinen Diener nach deren Unterkunft und verspricht ihnen, Maco mit Hilfe eines Handbuchs, das schon zahlreiche andere Rüpel zu Kardinälen gemacht habe, zu Kardinalswürden zu verhelfen. Von einem Straßenhändler kaufen Maco und sein Diener ein Buch mit dem Titel Il Cortigiano fallito (dt.: Der gescheiterte Hofmann). Maco und sein Diener verlieren einander, da Maco sich auf eine zum Fenster hinauslehnende Frau zugeht, in die er sich im Nu verliebt hat, während sein Diener in der Lektüre des soeben gekauften Buchs vertieft ist. Indessen unterhalten sich Rosso und Cappa, beide Diener Parabolanos, über die miserablen Arbeitsbedingungen der Diener eines Hofmanns. Die Kritik wird jedoch später dadurch entschärft, dass sie sich mit Maßnahmen gegen ihren Herrn bzw. gegen die Bedingungen zurückhalten wollen, da ihr Herr seine Einstellung gegenüber ihnen verändern könne.
Später, als sie merken, dass Flaminio und Valerio, zwei weitere Diener, ihnen beim Gespräch gelauscht haben, wird die Kritik zusätzlich dadurch abgeschwächt, indem sie gegenüber den beiden behaupten, sie hätten das Gespräch absichtlich geführt, um den beiden einen Streich zu spielen. Flaminio und Valerio beklagen sich anschließend über die Dummheit der Hofmänner, die ausgerechnet den falschen Dienern Glauben schenkten, deren Dünkel einzig auf das Alter und die Heldentaten ihres Geschlechts beruhen, ohne jedoch dass sie selbst irgendwelche Heldentaten vollbracht zu haben. Nach der von Valerio und Flaminio geäußerten Kritik kommt Parabolano, ihr Herr, hinzu. Dieser hat Maco bei sich aufgenommen, um ihn sogleich zu einem gewissen Cecotto zu schicken. Cecotto ist die eigentliche Kontaktperson Macos in Rom.
Bevor sich Rosso zu Cecotto begibt, lässt Parabolano seinen Diener Maco bei einem Fischer ein paar Lampreten kaufen, um diese Cecotto als Geschenk zukommen zu lassen. Statt die Lampreten zu kaufen, zieht es Rosso jedoch vor, dem Fischer einen Streich zu spielen. Er handelt den Preis für die Lampreten herunter, gibt dem Fischer eine „Anzahlung“ und ruft einen Küster herbei, den er dem Fischer als Magistrat vorstellt und der angeblich den Restbetrag bezahlen soll. In Wirklichkeit hatte Rosso dem Küster erzählt, der Fischer und seine Frau seien vom Teufel besessen und bedürften der Teufelsaustreibung. Auf diese Weise wird der Fischer vom Küster und einigen Priestern fortgebracht, während sich Rosso mit den Lampreten davonmacht. Indessen trifft sich Maco, der seinen Diener immer noch nicht gefunden hat, mit Andrea, der ihm die ersten Lektionen für das Hofmann-Sein gibt. In diesen Lektionen kommt u. a. eine Kritik der Gottlosigkeit der Hofmänner zum Ausdruck.

### Zweiter Akt
Rosso und Cappa braten die gestohlenen Lampreten. Indessen setzen Andrea und Maco die Lektionen im Hofmann-Sein, fort. Diesmal wird in ihnen die Vornehmheit der Hofmänner untereinander durch ihre Rohheit gegenüber ihren Dienern bloßgestellt. Nebenbei wird durch die Fragen Macos dessen außerordentliche Dummheit zur Schau gestellt. Indessen verrät Rosso den Zuschauern, dass er des Nachts zugegen war, als sein Herr von einer gewissen Laura geträumt und im Traum Geschlechtsverkehr mit ihr hatte. Niemand weiß von Parabolanos Verlangen bzw. von seiner Liebe. Rosso hat vor, zusammen mit seiner Bekannten Aloigia Parabolano einen Streich zu spielen. Die darauf folgende Unterhaltung zwischen dem alten Sempiternio und Flaminio erinnert an das 1. bis 3. Kapitel des zweiten Buchs von Baldassare Castigliones Il libro del cortigiano. Beide erinnern sich wehmütig an den vergangenen Wohlstand und die zivilisierten Umgangsformen in den Höfen.
In der darauffolgenden Szene trifft Rosso Aloigia, deren Meisterin, offenbar eine „Hexe“, wegen mehrerer Untaten verbrannt werden soll. Aretinos Humor richtet sich nicht gegen die Verbrennung von „Hexen“, sondern reproduziert gesellschaftliche Ressentiments. Nach der Aufzählung der Untaten von Aloigias Meisterin soll die Strafe als weit geringeres Übel, d. h. als nicht einmal angemessen erscheinen. Das Bedauern Aloigias und Rossos über das Schicksal von Aloigias Freundin soll beide als Erzschurken markieren. Rosso erzählt Aloigia von der Liebe seines Herrn. Aloigia versteht sofort, dass Rosso vorhat, seinen Herrn in seinem Wahn (nicht in der Liebe, sondern im Ehebruch – Laura ist mit einem Hofmann verheiratet) zu bestätigen. Maco hat indessen Andrea seine Liebe zu einer Kurtisanin namens Camilla Pisana gestanden, einer Frau, die er in der Szene sechs des ersten Akts beiläufig am Fenster gesehen hat. Besonders glaubwürdig ist die Liebe außerdem nicht, da Andrea ihm (in Szene 24, erster Akt) zur Bedingung gemacht hatte, sich, wolle er Hofmann sein, in eine Frau zu verlieben. Um seine Frau zu erobern, unterweist Andrea Maco im Abfassen von Liebesgedichten und Liebesbriefen – wohl eine Parodie auf die Hofmannsdichtung und ihr Zustandekommen. Rosso verrät indessen seinem Herrn, dass er den Namen seiner Angebeteten kennt, und macht sich ihn dadurch gefügig.
Die Handlung blendet wieder zu Maco über: Camilla, Macos Angebetete, hat Andrea zufolge bereits seine Briefe erhalten. Wie in der Szene drei des dritten Aktes von Bibbienas La Calandria soll sich Maco als Träger verkleidet zu seiner Geliebten begeben, während sein Diener ihn als Herr verkleidet begleiten wird. Die beiden werden vor dem Haus Camillas von Andrea und Zoppino aufgehalten, die sich als römische Polizeischergen ausgeben, die angeblich nach Maco suchen, weil dieser ohne Passierschein Rom betreten habe und deshalb als Spion gelte. Maco ist ob dieser Nachricht entsetzt und begibt sich auf die Flucht. Sein provisorischer Diener Grillo wird von Andrea und Zoppino dazu angehalten, ihm nachzueilen und ihm zu erklären, dass es sich um einen Scherz handele, wie sie in Rom nun einmal üblich seien.

### Dritter Akt
Valerio ist auf seinen Kollegen Rosso eifersüchtig, weil Parabolano Rosso besser behandelt als ihn, obgleich er seinem Herrn treu dient, während Rosso immerfort über ihn lästert. Was Valerio nicht ahnt, ist, dass Parabolanos Bevorzugung Rossos in der Überzeugung Parabolanos begründet liegt, Rosso könne ihn mit seiner Angebeteten zusammenbringen. Aloigia findet sich schließlich zusammen mit Rosso bei Parabolano ein und wird zur Vermittlerin zwischen Parabolano und dessen Angebeteten. Parabolano schenkt ihr für ihre Mittlerrolle eine Halskette. Rosso lobt seinen Herrn vor Aloigia in den höchsten Tönen, murmelt aber die wahren Verhältnisse am Hof in seinen Bart hinein. Maco hat indessen nach dem Streich von Andrea und Zoppino zu Parabolano Zuflucht gesucht. Beim Dialog zwischen Rosso und Maco stellt sich heraus, dass sich Maco in eine Hure verliebt hat. In einer weiteren Szene eröffnet Aloigia Rosso den ersten Schritt in ihrem Plan: Sie möchte die Frau des Bäckers Erculano zu sich nach Hause bringen. Die Schwärmerei Parabolanos für seine Angebetete dient offensichtlich u. a. dazu, sich über die literarischen Frauenideale wie z. B. Dantes Beatrice und Petrarcas Laura lustig zu machen. Beide werden mit zeitgenössischen Kurtisaninnen verglichen (bereits im Prolog wurde Petrarcas Laura als die Magd einer Muse bezeichnet).
Andrea setzt Macos Unterweisung im Hofmann-Sein fort. Diesmal geht es um den „physischen“ Wandel, den Maco durchmachen muss, um Hofmann zu werden – er soll in eine „Form“ gepresst werden und bestimmte Medikamente einnehmen. Grillo trifft indessen ein und lässt ausrichten, dass sich Macos Angebetete inzwischen bei Parabolano eingefunden hat, ohne jedoch Maco vorzufinden. Sie sei deshalb geradezu verzweifelt. Der Arzt, der Maco zum Wandel verhelfen soll, ist ein gewisser Maestro Mercurio. Wie Nicia im ersten und zweiten Akt von Machiavellis Mandragola (1518) soll Maco zu seiner vermeintlichen Verwandlung in ein Thermalbad gebracht werden. Maco soll weisgemacht werden, dass die Heizkessel des Thermalbads die Formen sind, in denen Hofmänner geformt werden. Die Medikamente, die Maco zu sich nehmen soll, sind in Wirklichkeit Brechmittel.

### Vierter Akt
Zum Streich des Hofmann-Werdens gesellt sich ein weiteres Element, nämlich die Laufwaage. Je mehr Maco wiegt, desto mehr muss er nun zahlen, um Hofmann zu werden. Als Aloigia und Rosso wieder einander begegnen, hat Rosso zuvor aus heiterem Himmel erfahren, dass sein Kollege Valerio ihn bei seinem Herrn zu diskreditieren sucht. Aloigia möchte Valerio dadurch Paroli bieten, indem sie Parabolano erzählt, Valerio habe ihn beim Bruder der Angebeteten verraten, weshalb sich dieser bei ihnen rächen wolle. Parabolano ist ob dieser Mär über Valerio äußerst erzürnt. Anschließend trägt Aloigia Parabolano auf, sich bei ihr einzufinden, da er dort auf seine Angebetete treffen würde. Valerio wird später wegen seiner vermeintlichen Denunziation von seinem Herrn gekündigt. Die Frau, mit der sich Parabolano treffen soll, ist nicht die vornehme Laura, sondern in Wirklichkeit die Bäckersfrau Togna, die sich allerdings als Mann verkleidet in Aloigias Haus einfinden soll. Die Szene, in der der Plan von Aloigia und Togna besprochen wird, ist Anlass, um die Situation der Frauen aus „dem Volk“ darzustellen. Tognas Mann, der die beiden bei ihrer Unterredung jäh unterbricht, ist Alkoholiker und krankhaft eifersüchtig. Togna hat ihren Mann satt, langweilt sich in der Einsamkeit und der ewig gleichen Hausarbeit und ist gewillt, fremdzugehen.
Szenenwechsel: Grillo, der provisorische Diener Macos, sollte eigentlich nach Siena gehen, um von dort Marzipankonfekt zu besorgen. Allerdings möchte er stattdessen einen konkaven Spiegel organisieren, um seinem vermeintlichen Herrn einen weiteren Streich zu spielen. Maco hat indessen im Kessel im Thermalbad, in dem er zum Hofmann geformt werden sollte, erbrochen. Rosso, der inzwischen zu Parabolanos Hausverwalter ernannt wurde, spielt einem zweiten Händler, diesmal einem Juden, einen Streich. Rosso gibt vor, eine Mönchskutte für seinen Bruder kaufen zu wollen, und heißt den Händler, sie anzuziehen, um zu sehen, ob sie auch seinem Bruder passe. Zuvor hat Rosso eine weitere Kutte anprobiert. Er heißt den Juden, sich umzudrehen, und rennt weg, der Jude hinterher. Als beide von Polizeischergen aufgehalten werden, gibt sich der Jude ihnen als solcher zu erkennen und wird wegen Verhöhnung des christlichen Glaubens abgeführt.
Wieder Szenenwechsel: Nach der „Umformung“ im Thermalbad wird Maco der von Grillo besorgte Zerrspiegel vorgehalten. Maco ist angesichts seiner „Umformung“ alles andere als begeistert. Doch als er einen normalen Spiegel vorgesetzt bekommt, ist Maco in seinem Übermut kaum aufzuhalten. Er hat nichts weiter als Camilla im Sinn. Indessen begegnet Aloigia Rosso und berichtet ihm von dem Treffen mit Togna und gibt ihm zu verstehen, dass Tognas Mann von ihrem Plan Wind bekommen hat. Als es für Parabolano Zeit ist, sich zu seiner Angebeteten zu begeben, schiebt Rosso deshalb die Begegnung mit einem Spazierritt auf.

### Fünfter Akt
Der Mann Tognas kehrt wieder Heim und gibt vor betrunken zu sein. Maco hat in der Zwischenzeit Aloigias Haus erreicht. Der Mann Tognas, der zuvor die Unterredung zwischen seiner Frau und Aloigia unterbrochen hatte, ist wohl inzwischen eingeschlafen, denn er stellt nun fest, dass seine Frau in seinen Gewändern verschwunden ist. In seiner Eifersucht, entschließt er sich seiner Frau in ihren Gewändern nachzuspüren, um diese bei frischer Tat zu ertappen. Indessen haben Andrea und Zoppino die Kleider getauscht, werfen Maco, sich als spanische Soldaten ausgebend, aus dem Haus und vergnügen sich mit Camilla. Maco ist vor Schreck aus dem Fenster gesprungen.
Während sich dies ereignet, ist Parabolano kurz davor, sich mit seiner „Laura“ (in Wirklichkeit Togna) zu vergnügen. Rosso bittet Parabolano, bevor dieser das Haus Aloigias betritt, die Scham seiner Angebeteten zu berücksichtigen. Außerdem bleibe seiner Angebeteten nicht viel Zeit, da ihr Mann sich des Abends zu seinem Gehöft aufgemacht habe, um nach dem Rechten zu sehen, und jederzeit zurückkehren könne. Parabolano folgt den Empfehlungen Rossos, da er seiner Angebeteten unter keinen Umständen Leid antun möchte. Was anschließend im Haus Aloigias geschieht, wird in der Komödie nicht verraten. Es ist zumindest von Lärm die Rede. Parabolano verlässt geschmäht das Haus Aloigias. Eventuell wurden Togna und Parabolano von Tognas Mann auf frischer Tat ertappt, oder Parabolano hat gemerkt, dass es sich bei seiner Sexualpartnerin nicht um Laura handelt. Jedenfalls lösen sich sämtliche Streiche in Wohlgefallen auf.
Die Aufdeckung des Togna-Streichs hat die Versöhnung Parabolanos mit seinem Diener Valerio zur Folge. Dieser wiederum redet seinem Herrn aus, sich an Aloigia und Togna zu vergreifen. Als Ercolano hinzukommt und sich wegen Tognas Untreue diese dafür bestrafen möchte, gebietet ihm Parabolano Einhalt und versöhnt beide miteinander. Auch Maco kommt hinzu und erzählt den Anwesenden, was ihm widerfahren ist. Valerio zufolge hat Maco Glück gehabt, denn viele integre Menschen, die in Rom bzw. am römischen Hof ihr Glück suchten hätten die Stadt als gebrochene Existenzen wieder verlassen. Um Ercolano zu beruhigen, erzählt Valerio ihm eine ulkige Geschichte des Hörneraufsetzens bzw. Fremdgehens – ein völlig unnötiger Trost, da Ercolano, wie er bekennt, bereits etlichen Männern die Hörner aufgesetzt hatte (also nicht besser als seine Frau ist).
Am Ende wendet sich einer der Schauspieler an die Zuschauer und entschuldigt die Länge der Komödie mit dem Argument, dass sich in Rom die Dinge immer in die Länge zögen. Wem die Komödie nicht gefallen habe, sei selbst schuld, da er die Zuschauer nicht gebeten habe zu kommen. Es wird für das darauf folgende Jahr eine noch lustigere Komödie angekündigt. Wer sich bis dahin nicht gedulden könne, solle sich im übel beleumdeten Stadtviertel Ponte Sisto einfinden (wo sich solche Szenen jeden Tag abzuspielen scheinen).

### Unterschiede der Version von 1534 zu der Version von 1525 (Auswahl)

#### Zueignung
In der Version von 1534 findet sich eine dem Kardinal von Trento gewidmete Zueignung. Eine Zueignung ist in der Fassung von 1525 inexistent. Wie auch in der an Papst Leo X. gerichteten Zueignung in Trissinos Sophonisba (1515) schmeichelt der Autor zunächst seinem Gönner. Der Hof des Kardinals habe nichts mit dem in der Komödie abgebildeten Hof gemein. Es folgt ein Seitenhieb gegen die Sarazenen bzw. die Türken, die Italien vor kurzem bedroht hatten ein und gegenüber Martin Luther. Am Ende der Widmung appelliert Aretino an die Barmherzigkeit des Kardinals, seine Komödie anzunehmen.

#### Prolog
Auch der Prolog von 1534 ist im Vergleich zum Prolog von 1525 ein völlig anderer. Hier zanken sich nicht der für die Zusammenfassung der Handlung zuständige Komödiant mit dem Komödianten, der für den Prolog zuständig ist. Stattdessen sprechen hier ein Fremder und ein Hofmann miteinander. Der Fremde hat sich auf die Bühne verirrt und fragt den Edelmann, was dort vor sich gehe. Als er erfährt, dass eine Komödie aufgeführt werden soll, versucht er zu erraten, um welche Komödie es sich handelt. Dieses Nachfragen, gibt dazu Anlass, unterschiedliche mehr oder weniger berühmte Autoren zu kommentieren, darunter auch Ariost, Tasso, Bembo, Dante und Petrarca; sowie die Kardinalswürde der Lächerlichkeit preiszugeben. Schließlich wird die Handlung der Komödie erklärt. Diese besteht eigentlich aus zwei Handlungen, die miteinander verknüpft sind. Im Wesentlichen ähnelt hier die Beschreibung der Handlung der des Originals. Aloigia heißt nun Alvigia, Ercolano Arcolano.

#### Weitere Unterschiede
- Wurde in der Version von 1525 die Hofgesellschaft von Rom noch als die allen anderen in Italien überlegene dargestellt und stellt somit die darin aufgeführten Missstände lediglich die Spitze des Eisbergs dar, so hat die Version von 1534 eher den Charakter einer Gegenüberstellung der als besonders niederträchtig beschriebenen Hofgesellschaft von Rom mit dem in den höchsten Tönen gelobten Hof von Venedig. Diese Abgrenzung von Rom ist dem Bruch Aretinos mit Papst Clemens VII. und dessen Minister G. Matteo Giberti geschuldet, nachdem auf Betreiben des Letzteren ein Attentat auf Aretino verübt worden war.
- In der achten Szene des dritten Aktes der Fassung von ’34 findet ähnlich der dritten Szene des fünften Aktes einer weiteren Komödie von Aretino, Il Marescalco (1527–33), eine Aufzählung berühmter Persönlichkeiten statt, die in der Fassung von 1525 nicht vorhanden ist. In Il Marescalco versucht der Pedante den Protagonisten, den misogynen Marescalco, davon zu überzeugen, eine Frau zu heiraten und Kinder zu zeugen, indem er ihm ausmalt, welche Ähnlichkeit seine potentiellen Nachfahren mit den zahlreichen illustren Zeitgenossen haben und welche Verdienste sie sich ähnlich der genannten Personen erwerben könnten. In La Cortigiana von 1534 zählt Flaminio hingegen als Grund für seine Entscheidung, Rom zu verlassen und an den Hof von Venedig zu gehen, eine Reihe illustrer Persönlichkeiten mit ihren Verdiensten auf, die Mitglieder des Hofs von Venedig sind und die geistige Größe desselbigen im Vergleich zu anderen italienischen Höfen ausmachten. Die Aufzählung in Il Marescalco stellt wiederum eine ironische Anspielung auf die „Prophezeiungen“ in Ariosts Orlando furioso (1532) dar. Im Orlando furioso erfährt beispielsweise die sagenhafte Bradamante in der Höhle Merlins von ihren Nachfahren und deren Verdiensten, die, laut Prophezeiung, bis in die Gegenwart Ariosts reichten und schließlich in das Geschlecht der Este mündeten, das wiederum Ariost finanziell unterstützte (vgl. dritter Gesang, Strophe 23–49).

## Personen
- Messer Maco di Coe (Messer Maco von Coe) aus Siena
- Maestro Andrea (Meister Andrea)
- Grillo, der provisorische Diener Macos
- Rosso, Diener Messer Parabolanos
- Cappa, ein weiterer Diener Messer Parabolanos
- Flaminio, Hofmann
- Valerio, Hofmann
- Sempronio, alter Hofmann
- Messer Parabolano, aus Neapel
- Ser Faccenda, Fischer
- Aloigia, Kupplerin
- Zoppino, Kuppler
- Maestro Mercurio, Scharlatan
- Romanello, jüdischer Händler
- Ercolano, Bäcker
- Antonia, auch Togna genannt, Frau Ercolanos
- Biasina, Magd Camilla Pisanas
- weitere Personen: Istrione del Prologo (Komödiant des Prologs), Istrone dell'Argomento, Komödiant der Handlungseinleitung, Senese (Sienese), Furfante che vende Istorie (Schelm, der Geschichten verkauft), Guardiano d'Aracoeli (Wächter der Kirche von Araceli), Sbirri (Polizeischergen)

## Weitere Informationen
- Der Prolog von La Cortigiana unterscheidet sich von Prologen anderer Komödien der Zeit dadurch, dass Aretino die Zuschauer nicht für sich gewinnen möchte, sondern diese beschimpft.[1]
- In La Cortigiana findet sich eine Menge Lokalkolorit. Dazu gehört der Geschichtenverkäufer, und der Fischer. Eine weitere Person, die aus dem damaligen Alltag gegriffen zu sein scheint, ist der Jude Romanello. In Alvigia sieht Radcliff-Umstead zudem eine typische Vertreterin der damaligen Halbwelt. In Aretinos Komödie finden sich außerdem zwei Personen, deren Existenz belegt ist und die auch in seinen Ragionamenti erwähnt werden, nämlich der Maler Maestro Andrea, der Maco durch den Kakao zieht und Rosso. Spanische Einsprengsel im Italienischen verweisen auf die Besetzung von Teilen Italiens durch die Spanier. Wie Ludovico Ariostos La Lena ist La Cortigiana eine Art Chronik des Alltags.[2]
- La Cortigiana spiegelt Aretinos Frustration aufgrund seiner Erfahrungen am Hof von Rom wider. Möglicherweise trägt die Geschichte Macos stark autobiographische Züge, und zwar insofern als Maco nach Rom kommt, um Hofmann zu werden, allerdings ständig auf Personen trifft, die sein Streben für eigene Zwecke missbrauchen. Valerio, der Diener Parabolanos ist zudem der Meinung, dass man, um an einen Hof zugelassen zu werden, taub, blind, stumm, ein Esel, ein Ochse und ein Kind sein müsse. Nachdem der Fischer ausgepeitscht wird, verflucht dieser Rom. Sempronio wiederum denkt laut darüber nach, seinen Sohn Camillo nach Rom zu schicken, damit dieser dort Hofmann werde. Sein Diener Flamminio rät ihm davon ab.[3]
- In La Cortigiana treten 24 unterschiedliche Personen auf, was im Vergleich zu anderen Komödien der Zeit eine beträchtliche Zahl ist. Die Komödie selbst besteht aus 106 Szenen. Der Eindruck, der nach Radcliff-Umstead beim Zuschauer beim Betrachten der Komödie hervorgerufen werden dürfte, ist die Bruchstückhaftigkeit der Handlung.[4]

## Literarische Vorbilder
- Es bestehen Ähnlichkeiten zwischen Messer Maco und dem Sienesen in I Suppositi (1509).[5]
- Die Szene, in der Rosso und die Kupplerin Alvigia, Parabolanos Angebetete Livia durch eine Prostituierte ersetzen, erinnert an La Calandria (1513), in der Fessenio Calandro, ohne das Letzterer davon weiß mit einer Hure schlafen lässt.[6]
- Die Szene, in der Alvigia sich mit einem Priester unterhält und diesen fragt, ob ihre Meisterin, eine Hexe, in den Himmel kommen wird und sich bei diesem erkundigt, ob eine Invasion der Türken bevorstehe, weist eine Parallele zu Mandragola (1518) von Machiavelli auf, in der eine Frau Fra Timoteo ähnliche Fragen stellt. Radcliff-Umstead erwähnt diese Parallelen, um zum Schluss zu kommen, dass Aretino sich in der zeitgenössischen Theaterdichtung auskannte.[7][8][9]
- Radcliff-Umstead vergleicht Alvigia mit nicht nur mit Fra Timoteo aus Mandragola, sondern auch mit Ariostos La Lena (1528) und Fernando de Rojas La Celestina (1499).[10]
- Borsellino nennt des Weiteren Dante Alighieris Commedia (1307–1328, dt.: Göttliche Komödie) als Vorbild für einige Passagen von La Cortigiana.[11]

### Textausgaben

#### La Cortigiana(1525)
Pietro Aretino: La Cortigiana. Einaudi, Torino (Turin) 1970.

#### La Cortigiana(1534)
Pietro Aretino: La Cortigiana. In: Pietro Aretino: Tutte le commedie. Mursia, Milano (Mailand) 1968.